# Коста Молини (Болцано)
Коста Молини је насеље у Италији у округу Болцано, региону Трентино-Јужни Тирол.
Према процени из 2011. у насељу је живело 230 становника. Насеље се налази на надморској висини од 1041 м.